# Bulborhodopis barbicornis
Bulborhodopis barbicornis là một loài bọ cánh cứng trong họ Cerambycidae.